# Liste des évêques de Kribi
Le diocèse camerounais de Kribi (Dioecesis Kribensis)est créé le 19 juin 2008 par scission de l'évêché d'Ebolowa-Kribi.

## Évêques de Kribi
- 19 juin 2008 - 4 juin 2014[1] : Joseph Befe Ateba
- depuis le 7 novembre 2015[2] : Damase Zinga Atangana

## Sources
- Annuaire pontifical, sur le site www.catholic-hierarchy.org, à la page .